# Rasmus Nilsson
Rasmus Nilsson, född 31 mars 1842 i Stora Mölleberga socken, död 23 februari 1921 i Malmö, var en svensk orgelbyggare i Malmö.
Rasmus Nilsson var son till lantbrukaren Nils Pålsson. Intresse för musik hade han från början. Planer på att utbilda sig inom musiken hamnade på kant då familjen upplöstes början på 1850-talet, vilket gjorde att Nilsson fick börja finna sin egen väg. Han utbildade sig först hos Sven Fogelberg i Lund 1860–1862 och anställdes som orgelbyggarlärling år 1863 hos orgelbyggeriet "Lundahl & Olsen" (Knud Olsen och Jöns Olsson Lundahl), i Malmö. Han slutade där 1868 och reste utomlands för att studera. Han började arbeta hos orgelfirman Walcker Orgelbau i Ludwigsburg där han fick arbeta fram en 40-stämmig orgel. Nilsson fick 1869 ett bidrag från staten för studera utomlands och kom till Aristide Cavaillé-Coll och pianotillverkaren Barker & Co i Paris. Där fick han vara med att installera den första orgeln med elektrisk spelregering i Johanneskyrkan i Paris. Sedan reste han till Friedrich Ladegast i Wessenfels där han noga studerade konstruktionen av en 84-stämmig orgel. Hemma igen tog han orgelbyggarexamen i Stockholm inför Musikaliska Akademien. 1874 gifte han sig med en fröken f. Timelin. De fick en dotter Ellen Ingeborg som döptes i juli 1889 i S:t. Pauli kyrka.
Efter att han tog examen i orgelbyggeri bosatte han sig i Malmö och byggde mellan 1874 och 1896 cirka 20 orglar i Lunds stift. De flesta av hans orglar hade slejflådor och mekanisk traktur. Efter 1890-talet började han bygga orglar med kägellådor.
1884 var Rasmus Nilsson i dispyt med Uppåkra församling efter att han renoverat deras 20-åriga kyrkoorgel och även uppsatt orgelfasad.    29 december 1892 blev Rasmus Nilsson försatt i konkurs. 1898 var Rasmus Nilsson i besvärsmål begärt av Engelholms drätselkammare för dålig prestanda i hans orgel. Från 1897 drog han ner sin verksamhet och ägnade sig endast åt reparationer och pianostämningar.

## Lista över orglar
Lista över orglar byggda av Rasmus Nilsson. (Påbörjad lista)
| År   | Kyrka               | Stift | Bild | Stämmor | Manualer | Pedal    | Koppel | Orgel/Fasad i bruk? | Övrigt |
| ---- | ------------------- | ----- | ---- | ------- | -------- | -------- | ------ | ------------------- | --- |
| 1874 | Nevishögs kyrka     | Lunds |      | 9       | 2        | bi-hängd | 3      | Nej/Ja              | Invigd juli 1874. Klaveret kan särskiljas från manualerna och användas som särskild pedal, en detalj som R. Nilsson tillagt utöver kontraktet. Väderlådorna är kägel- eller springlådor av bra konstruktion som borgar för lång varaktighet. Bälgen är en s. k. reservoir med en tyst stilla rörelse. Mekanismen mest av metall, omsorgsfullt utarbetad, och är väldig lättarbetad med en mjuk lätt rörelse. Verket har tre koppel, ett mellan bägge manualerna och två för pedalklaveret samt tre pedaler, 2 kollektiv- och 1 crescendopedal, alltsammans placerat i en spelpult framför fasaden. Jämn intonation med mjuk och behaglig ton, väldigt vacker flöjtton, stråkton och Viola di Gamba. Varje stämma har en särskilt vacker tonfärg så hela verket lämnar ett mjukt och vackert samspel. |
| 1875 | Husie kyrka         | Lunds |      | 14      |          |          |        | delvis/Ja           | Delar av orgeln har använts till en senare orgel. |
| 1876 | Södra Sandby kyrka  | Lunds |      | 10      |          |          |        | Nej/?               | Orgeln invigdes söndagen 23 juli 1876. Blev först avprovad av kapellmästare Vilhelm Theodor Gnosspelius från Lund. R. Nilsson fick bästa vitsord. Orgeln hade slejflådor. |
| 1876 | Bonderups kyrka     | Lunds |      | 6       |          |          |        | Nej/?               | |
| 1881 | Röstånga kyrka      | Lunds |      | 8       |          |          |        | Nej/?               | |
| 1882 | Rängs kyrka         | Lunds |      | 12      |          |          |        | Nej/?               | |
| 1882 | Lyngby kyrka        | Lunds |      | 10      | 1        | bi-hängd | 1      | Ja/Ja               | |
| 1884 | Glostorps kyrka     | Lunds |      | 11      |          |          |        | Nej/?               | |
| 1885 | Vellinge kyrka      | Lunds |      | 12      |          |          |        | Nej/?               | |
| 1885 | Borgeby kyrka       | Lunds |      | 8       |          |          |        | Nej/Ja              | Orgeln magasinerad i kyrkan. |
| 1886 | Kvidinge kyrka      | Lunds |      | 22      |          |          |        | Nej/?               | |
| 1887 | Ignaberga nya kyrka | Lunds |      | 12      | 2        | bi-hängd | 3      | Ja/Ja               | Orgeln har crescendosvällare. |
| 1887 | Skivarps nya kyrka  | Lunds |      | 10      |          |          |        |                     | |
| 1888 | Bösarps kyrka       | Lunds |      | 19      | 2        | separat  | 5      | Ja/Ja               | Orgeln renoverad 1913 av Jacob Lindgren, Malmö, och 1981 av Fredriksborgs Orgelbyggeri i Hilleröd, Danmark. |
| 1888 | Södra Rörums kyrka  | Lunds |      | 8       |          |          |        | Nej/Ja              | Orgeln avsynades och provspelades tisdagen 7 augusti 1888 av organist John Enninger från Höör. Instrumentet fick beröm för sin jämna och mjuka ton och R. Nilsson för arbetet i övrigt. |
| 1890 | Fågeltofta kyrka    | Lunds |      | 9       |          |          |        | Nej/?               | |
| 1891 | Högs kyrka, Skåne   | Lunds |      | 9       |          |          |        | Nej/Ja              | |
| 1896 | Katslösa kyrka      | Lunds |      | 8       |          | bi-hängd |        | Ja/Ja               | Orgeln har mekaniska kägellådor. |